# Ун Кхам
Ун Кхам (лаос. ອຸ້ນຄຳ; 5 червня 1811 — 15 грудня 1895) — одинадцятий володар королівства Луанґпхабанґ.
Був третім сином короля Мантатурата. Зійшов на трон у жовтні 1868 року. Його правління було розбито на два періоди: 1868—1887 та 1889—1895 роки. 7 червня 1887 року столицю Луанґпхабанґу було захоплено та розграбовано. Літній король, рятуючи своє життя, втік до Бангкока, де був помічником французького колоніаліста Огюста Паві.
В останні два роки його правління Луанґпхабанґ перейшов під французький протекторат.
Помер у грудні 1895 року, після чого новим королем став його син Кхам Сук.